# Prvotěleso
Prvotěleso je v algebře označení pro nejmenší podtěleso tělesa vzhledem k inkluzi.
Podoba prvotělesa je dána charakteristikou zkoumaného tělesa. Pokud má těleso charakteristiku 0, pak je jeho prvotěleso izomorfní tělesu racionálních čísel {\displaystyle \mathbb {Q} }. Pokud má těleso charakteristiku rovnou prvočíslu p, pak je jeho prvotěleso izomorfní tělesu zbytkových tříd {\displaystyle \mathbb {F} _{p}}.